# Heterusia
Heterusia är ett släkte av fjärilar. Heterusia ingår i familjen mätare.

## Dottertaxa tillHeterusia, i alfabetisk ordning[1]
- Heterusia adulatrix
- Heterusia adventa
- Heterusia albidior
- Heterusia albocellata
- Heterusia amita
- Heterusia amplificata
- Heterusia angustimargo
- Heterusia atalantata
- Heterusia barbara
- Heterusia barriosi
- Heterusia basilata
- Heterusia binotata
- Heterusia brumalis
- Heterusia brunonaria
- Heterusia caesarica
- Heterusia captata
- Heterusia ceresia
- Heterusia clarimargo
- Heterusia coecata
- Heterusia coerulescens
- Heterusia coliadata
- Heterusia colmala
- Heterusia columbi
- Heterusia comana
- Heterusia combana
- Heterusia conduplicaria
- Heterusia conflictata
- Heterusia conna
- Heterusia conon
- Heterusia consobrina
- Heterusia creusa
- Heterusia crossa
- Heterusia cruciata
- Heterusia declivis
- Heterusia deficiens
- Heterusia deprivata
- Heterusia dichroata
- Heterusia disjecta
- Heterusia dispilata
- Heterusia dividata
- Heterusia eruptiva
- Heterusia fallax
- Heterusia fidoniata
- Heterusia fidonioides
- Heterusia flavocellata
- Heterusia fractifascia
- Heterusia frugalis
- Heterusia funebris
- Heterusia gratulata
- Heterusia hesperiaria
- Heterusia hippomenata
- Heterusia hippomenatoides
- Heterusia humeraria
- Heterusia hypophlebica
- Heterusia invexaria
- Heterusia jacintina
- Heterusia jelskiaria
- Heterusia lacrymosa
- Heterusia latior
- Heterusia latissima
- Heterusia litifascia
- Heterusia ludisignata
- Heterusia lutivia
- Heterusia lymnadoides
- Heterusia maculata
- Heterusia melaleucata
- Heterusia mendaciaria
- Heterusia merla
- Heterusia merula
- Heterusia mileta
- Heterusia monospilata
- Heterusia morvena
- Heterusia morvula
- Heterusia nondescripta
- Heterusia obliquistriga
- Heterusia obtusa
- Heterusia occultata
- Heterusia ochrozona
- Heterusia ovatiplaga
- Heterusia pacifica
- Heterusia particolor
- Heterusia particulata
- Heterusia partitata
- Heterusia perfectaria
- Heterusia phygothigma
- Heterusia picata
- Heterusia placula
- Heterusia plagia
- Heterusia plenilimes
- Heterusia polymela
- Heterusia praeangulata
- Heterusia primulimacula
- Heterusia proana
- Heterusia proanodes
- Heterusia promenea
- Heterusia protea
- Heterusia prusa
- Heterusia prusioides
- Heterusia pyriformis
- Heterusia quadruplicaria
- Heterusia repagulata
- Heterusia restricta
- Heterusia rosgala
- Heterusia rubrimarmorata
- Heterusia rufifimbria
- Heterusia salvini
- Heterusia separata
- Heterusia simulatrix
- Heterusia sinuosa
- Heterusia stoltzmannaria
- Heterusia subangulata
- Heterusia subspurcata
- Heterusia subvermiculata
- Heterusia suffusa
- Heterusia symphlebica
- Heterusia thierryi
- Heterusia tiricia
- Heterusia trebonia
- Heterusia triflavata
- Heterusia trifoliata
- Heterusia tumidicosta
- Heterusia unanimaria
- Heterusia zeritis